# بيبونا
بيبونا هي بلدية (كومونا ) في مقاطعة ليفورنو في منطقة توسكانا الإيطالية ، تقع على بعد 80 كيلومتر (50 ميل) جنوب غرب فلورنسا وحوالي 40 كيلومتر (25 ميل) جنوب شرق ليفورنو في فال دي سيسينا .

## المعالم السياحية الرئيسية
- Romanesque Pieve di Sant'Ilario (تأسست في القرن الحادي عشر).
- Palazzo del Comune Vecchio ، أيضًا من القرون الوسطى.
- حصن بيبوني ، بناه دوقات توسكانا الكبار في القرن الثامن عشر.

## التاريخ
سمح الموقع الجبلي للمدينة بحماية الطبيعية، ومن المعروف أن التحصينات القوية كانت موجودة في أوائل العصور الوسطى. وأن المنطقة قد استعمرت في وقت سابق خلال الفترة الأترورية وكانت مرتكزه على المقابر والاثار، واستمر الاستيطان في العصر الروماني.
في أوائل العصور الوسطى، كانت المدينة في حماية عائلة غيرارديسكا، وقد أكد البابا إنوسنت الثالث اراضيهم المستأجره في القرن الثاني عشر. بعد ذلك، انتقلت الملكية إلى المدن الحرة فولتيرا وبيزا وأخيراً فلورنسا.

## روابط خارجية
- الموقع الرسمي